# مارلین اشمیت
مارلین اشمیت (انگلیسی: Marlene Schmidt؛ زادهٔ ۱۹۳۷) یک هنرپیشه و ملکه زیبایی اهل آلمان است. او برنده دوشیزه جهان ۱۹۶۱ شد.
از آثار او می‌توان از فیلم‌های دشت سرخ، آموزگار، نامادری، طبقه پنجم، مرده‌شوی‌خانه و ربوده شده نام برد.